# Philodryas trilineata
Philodryas trilineata — вид змій родини полозових (Colubridae). Ендемік Аргентини.

## Поширення і екологія
Philodryas trilineata мешкають на заході і півдні Аргентини, від Тукумана на південь до Чубута. Вони живуть в чагарникових заростях монте. Живляться ящірками, ссавцями і птахами.